# Бенак-э-Казнак
Бенак-э-Казнак (фр. Beynac-et-Cazenac) — коммуна на юго-западе Франции в департаменте Дордонь (регион Аквитания).
Поселение включено в список «Самые красивые деревни Франции».

## География

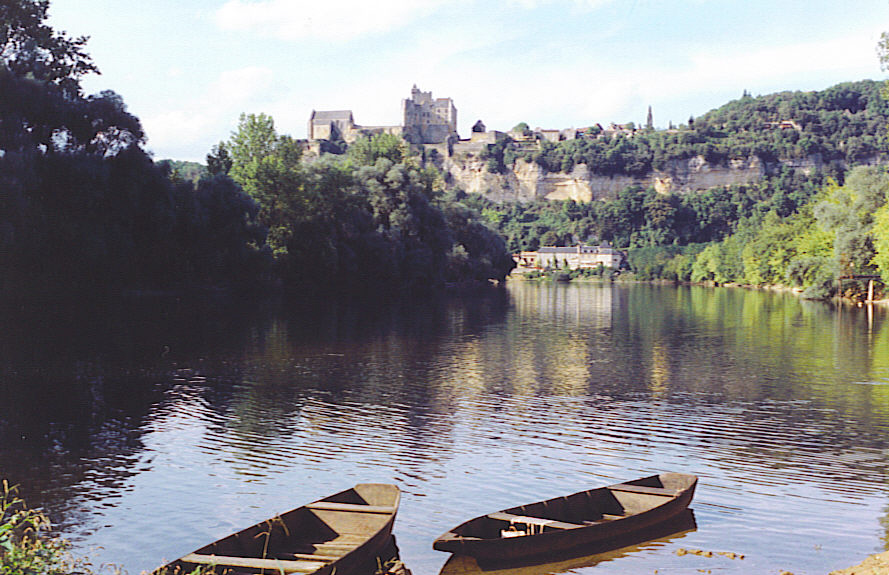
Река Дордонь в Бенаке

Коммуна расположена у кромки реки Дордонь на расстоянии 10 километров юго-западнее Сарла-ла-Канеда.

## История
Первое упоминание Бенака в истории относится к 1115 году, когда Мейнар де Бейнак сделал подарок монахиням Фонтевро. В конце XII века замок захватил Симон де Монфор, но в 1217 году Бенак смог получить свой замок обратно при вмешательстве короля Филиппа II Августа. Замок находился в собственности семьи Бенак вплоть до 1761 года, когда Мари-Клод Бейнак вышла замуж за Кристофа де Бомона. Главная ветвь Бейнаков угасла вместе со смертью Мари-Клод. Один из потомков Бейнаков продал замок в 1961 году. Бенак является одним из самых красивых примеров средневековой архитектуры.
В 1827 году произошло объединение коммун Бенак и Казнак под новым именем Бенак-э-Казнак.
Бенак был выбран прототипом города Хиделя, столицы вымышленной Серендии, одной из территорий ММОРПГ Black Desert.

## Достопримечательности
- Замок Бенак, XII и XVII века, классифицирован в 1944 году как национальный исторический памятник, посещение возможно
- Церковь святого Марциала в Казнаке, внесена в дополнительный список исторических памятников в 1948 году.
- Церковь Нотр-Дам в Бенаке, классифицирована в 1912 году как национальный исторический памятник.
- Башня «Tour de chevalier» или башня обители Бенака, построенная в XIII веке сеньорами для своих вассалов, находившихся в посёлке, внесена в дополнительный список исторических памятников в 1933 году.
- Развалины и настил древней обители Абрийак, классифицированы в 1984 году как национальный исторический памятник.
- Хижина сухой кладки в Персийере.
- Дисковый крест.

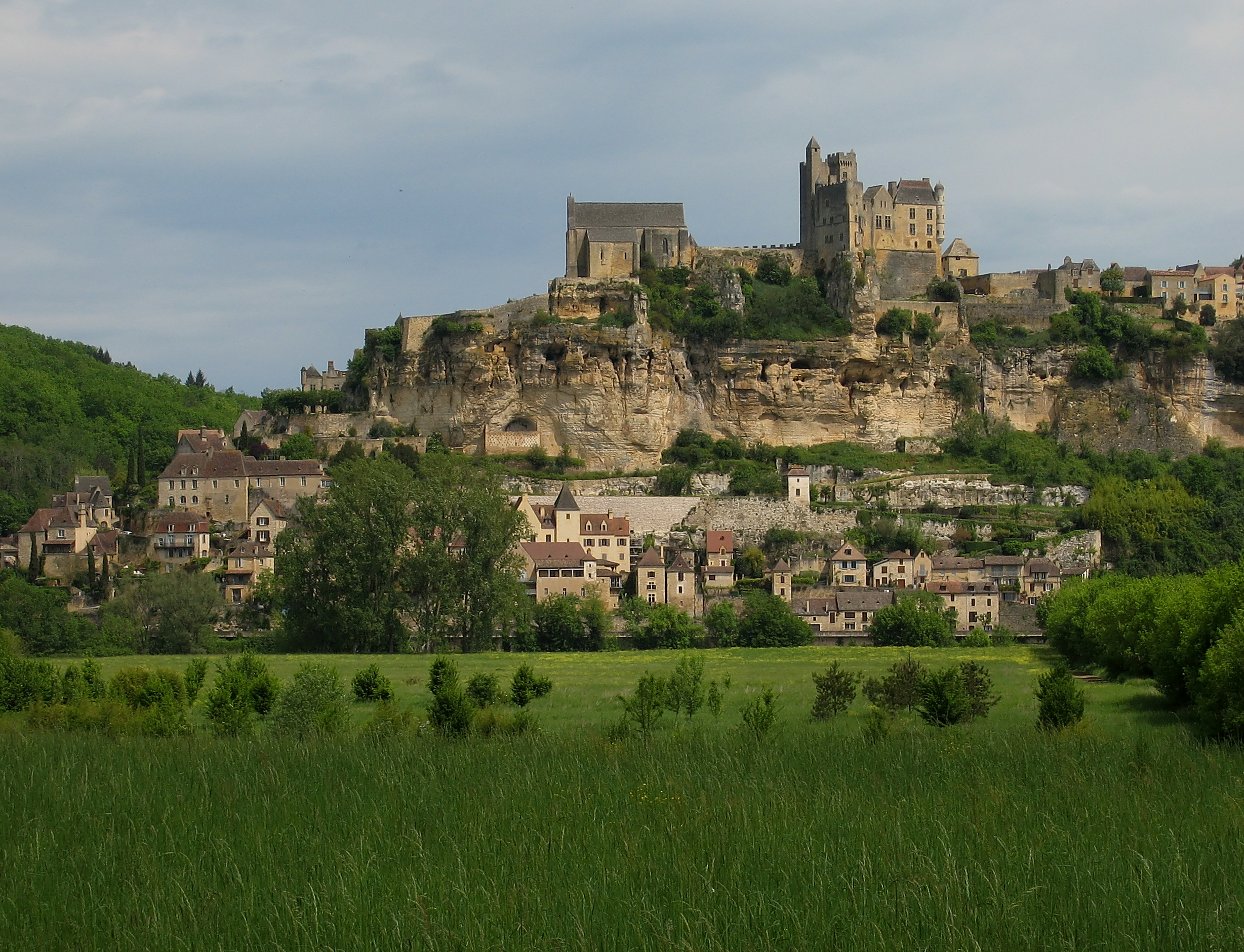
Замок и церковь господствуют над Бенаком.
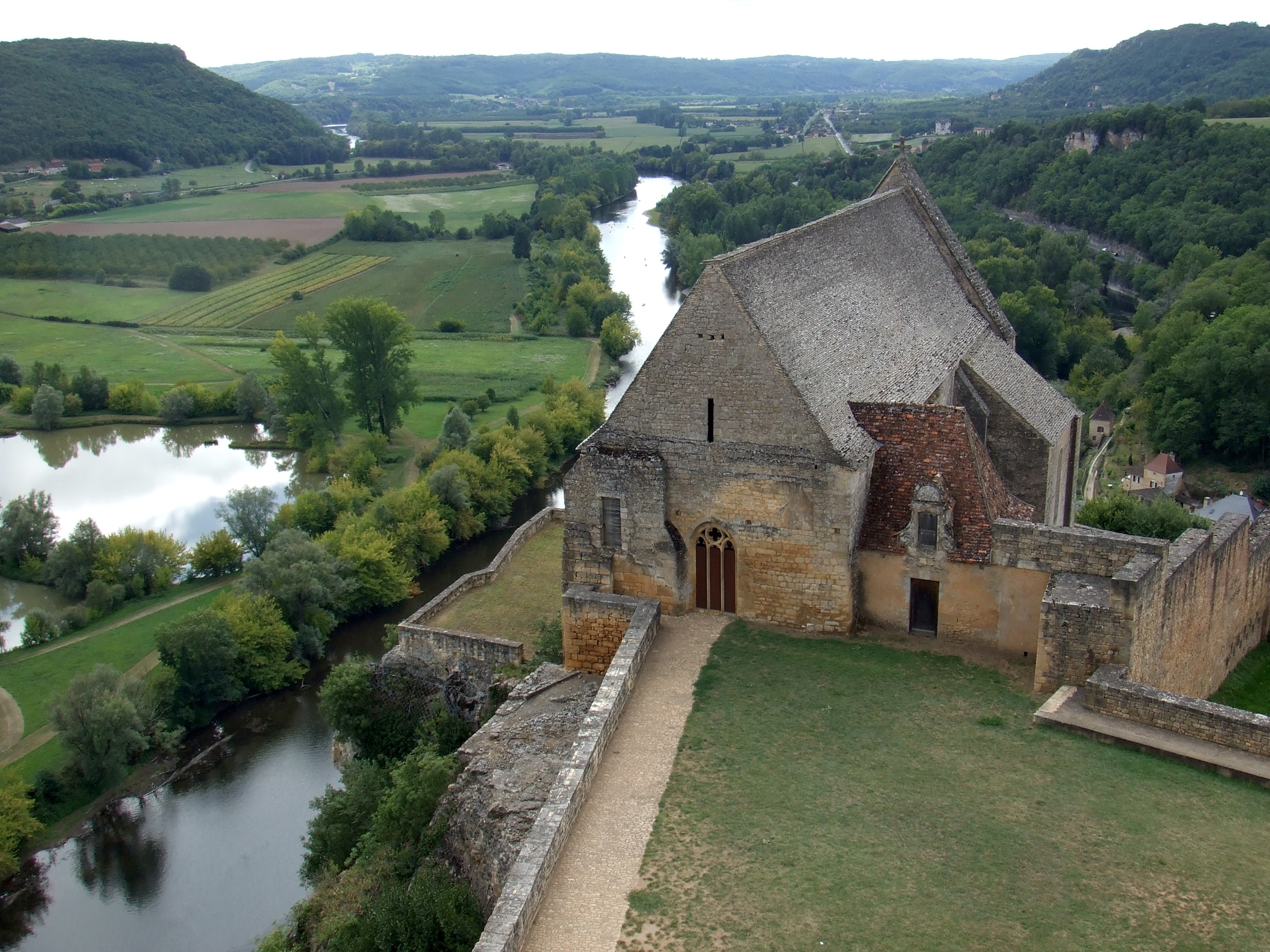
Церковь Нотр-Дам в Бенаке.
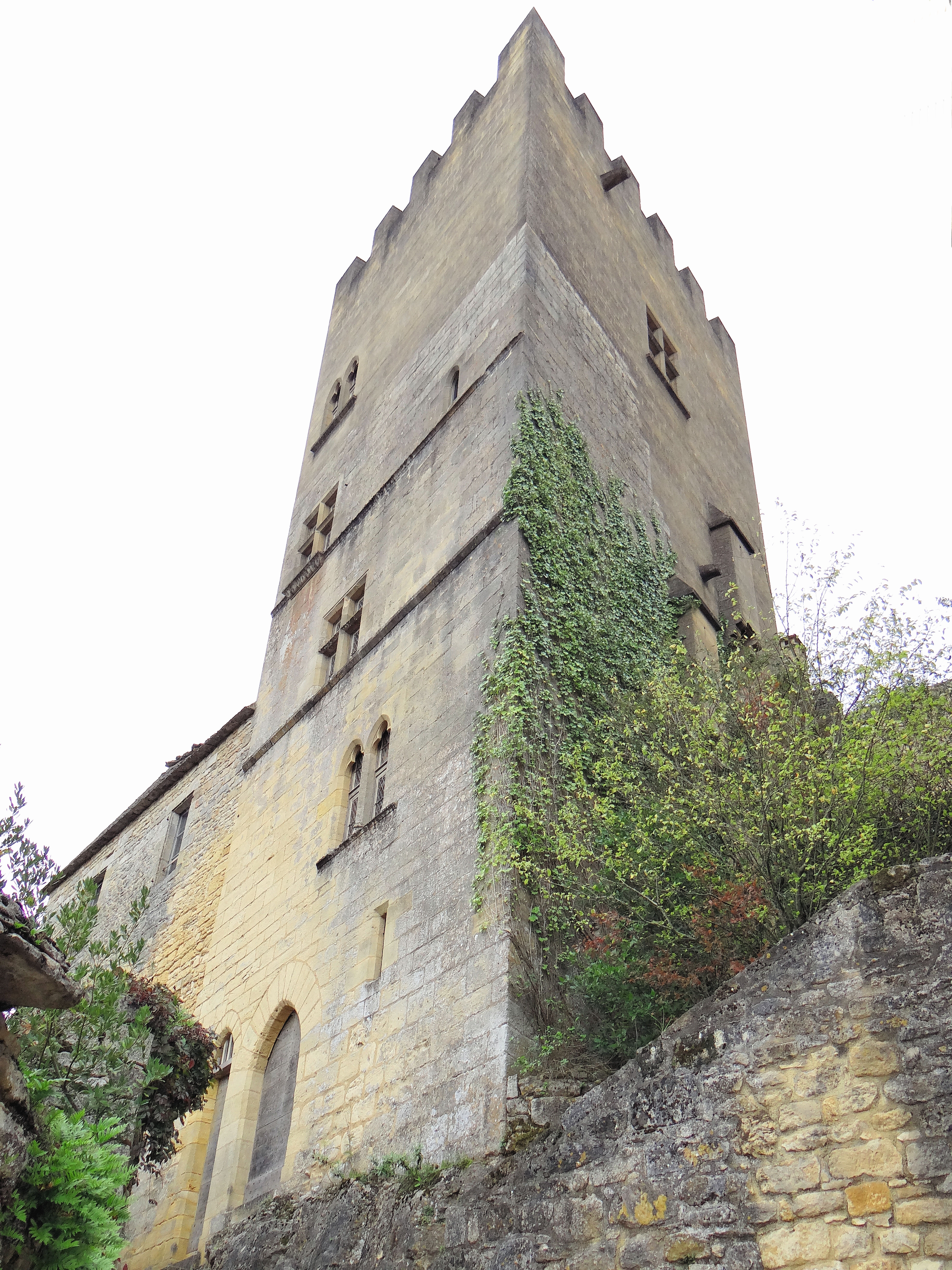
Башня обители
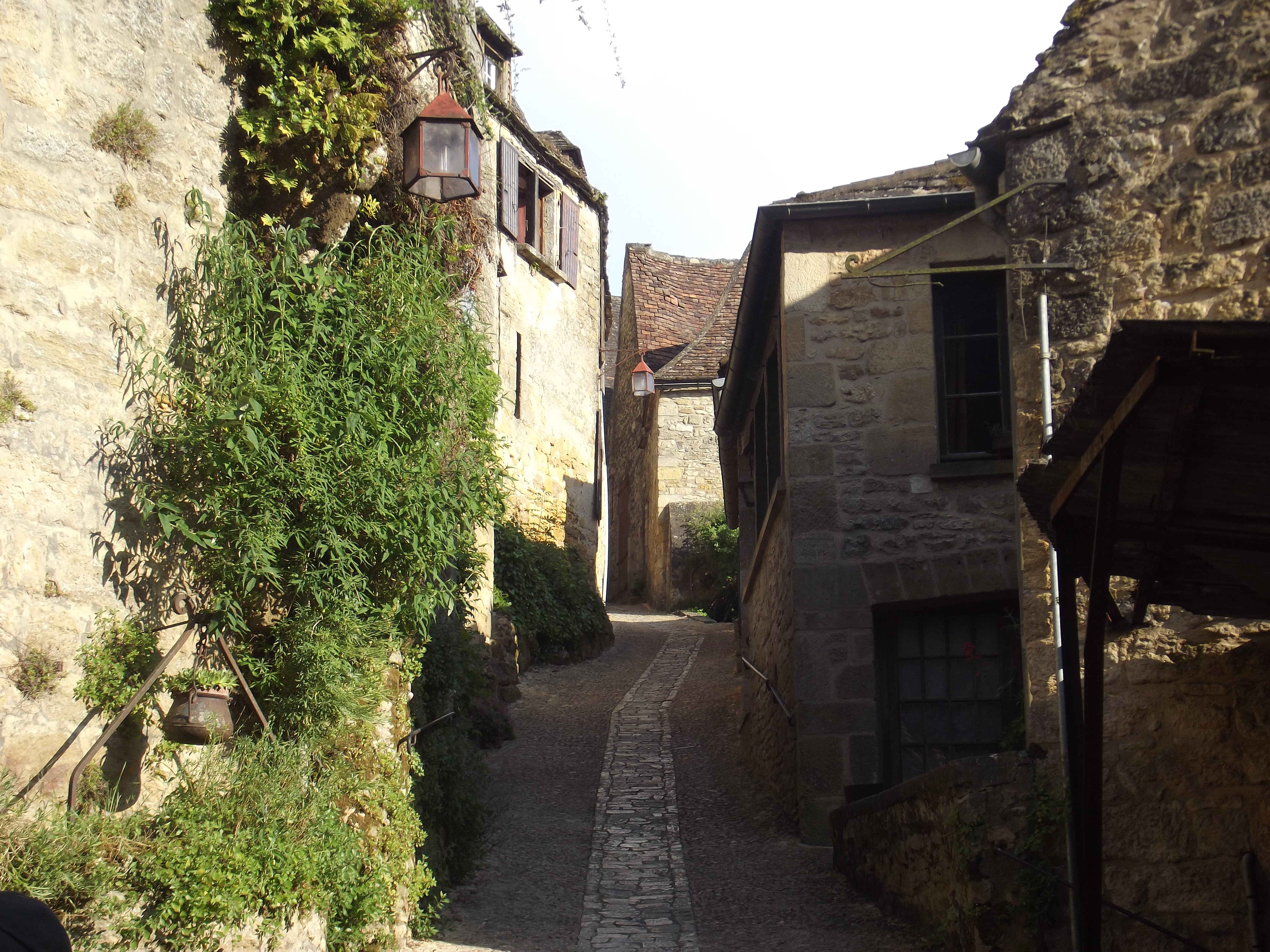
Улочка, связывающая нижний город с замком